# José Luis Garci
José Luis Garcia  Muñoz, född 20 januari 1944 i Madrid, är en spansk författare och filmregissör.

## Utmärkelser
Garcis film Volver a empezar utsågs till Bästa internationella långfilm vid Oscarsgalan 1983. Han har även vunnit Goyapriset för bästa regi 1988 för Asignatura aprobada.

## Filmografi i urval
- 1977 – En gång fanns framtiden... (manus och regi)
- 1981 – El crack (manus och regi)
- 1982 – Volver a empezar (manus och regi)
- 1987 – Asignatura aprobada (manus och regi)
- 1994 – Canción de cuna (manus och regi)
- 1998 – Farfadern (manus och regi)
- 2000 – Una historia de entonces (manus och regi)
- 2004 – Tiovivo c. 1950 (manus och regi)